# Estación Quines
Quines era una estación de ferrocarril de la localidad de Quines, departamento Ayacucho, San Luis, Argentina.

## Servicios
No presta servicios de ningún tipo. Sus vías correspondían al Ramal A9 del Ferrocarril General Belgrano.

## Historia
Fue inaugurada en 1938. Los servicios de pasajeros fueron cancelados por el Decreto Nacional 547/77 el 2 de marzo de 1977